# Acústico MTV: Sandy & Junior
Acústico MTV é o quarto álbum ao vivo e filme-concerto da dupla musical brasileira Sandy & Junior. O seu lançamento ocorreu em formato CD no dia 10 de agosto de 2007 e DVD no dia 3 de setembro de 2007 pela Universal Music. Fez parte do projeto Acústico MTV, produzido pelo canal MTV Brasil, e reúne alguns dos singles de maior sucesso da carreira da dupla em novas roupagens, bem como três canções inéditas. 
O registro foi gravado em junho de 2007 nos estúdios Quanta e Motion, na cidade de São Paulo, com a participação dos músicos brasileiros Lulu Santos, Ivete Sangalo e Marcelo Camelo. Romi Atarashi realizou a produção visual, enquanto a produção musical teve como responsáveis Junior Lima e Paul Ralphes. O Acústico MTV da dupla recebeu críticas positivas e também teve um bom desempenho comercial, sendo certificado com platina dupla pelas vendas do DVD e platina pelas vendas do CD, além de ter figurado nas listas de CDs e DVDs mais vendidos em 2007 e 2008, de acordo com a Pro-Música Brasil (PMB), antigamente ABPD.
Acústico MTV foi o último projeto dos irmãos como dupla; em dezembro de 2007, eles finalizaram a turnê do álbum com um show no Credicard Hall, em São Paulo. A Universal Music anunciou a pré-venda de uma edição limitada do álbum em vinil para lançamento no dia 30 de agosto de 2019. Em lançamentos digitais do disco, como no Amazon Music, o logotipo da MTV foi removido da capa, deixando o disco com o título Acústico Sandy & Junior, sem menção ao canal.

## Desenvolvimento
Gravado nos estúdios Quanta e Motion, na cidade de São Paulo, nos dias 5 e 6 de junho de 2007, Acústico MTV conta com regravações dos maiores sucessos da carreira da dupla em novas roupagens, três canções inéditas ("Abri os Olhos", "Alguém Como Você" e "Segue em Frente") e as participações especiais de Ivete Sangalo, Marcelo Camelo e Lulu Santos. Junior e Paul Ralphes foram os responsáveis pela produção musical, enquanto Romi Atarashi produziu a parte visual.
Na gravação, os irmãos ficaram frente a frente no meio do palco com os músicos em volta. Para Jamari França, do jornal O Globo, "Esta configuração permite tomadas muito bonitas em que ela pega detalhe de um deles em primeiro plano e a imagem do outro em plano americano, alternando o foco." Em sua participação, Lulu Santos tocou slide guitar em "Você Pra Sempre (Inveja)", onde "Romi faz algumas imagens sensíveis que pegam as mãos de Lulu com Sandy ao fundo." O cenário é mais simples se comparado às produções anteriores da dupla; o espectador tem imagens bem nítidas de Sandy e Junior em fundo escuro. Ainda de acordo com Jamari, "O tapetão de lâmpadas colocado acima dos dois funciona como uma espécie de céu estrelado, com reflexo no piso que possibilita tomadas de grua de grande impacto visual." Ivete Sangalo fez participação especial numa versão blues de "Enrosca", com Junior. Num dueto com Sandy, Marcelo Camelo canta e toca violão em uma versão bossa nova de "As Quatro Estações."
Sandy cantou a canção "Abri os Olhos" através de uma pequena 'cola' no piano. A canção foi finalizada poucas horas antes do show. Duas outras canções foram incluídas de última hora: "Ilusão", a pedido dos fãs, e "Maria Chiquinha" (primeiro sucesso da dupla), por decisão de Sandy e Junior nos bastidores. Nos extras do DVD, os irmãos explicam as razões da separação. Mostram os ensaios em Campinas, QG da dupla, no estúdio que Junior tem ao lado do quarto, depois em São Paulo e, finalmente, num ensaio geral com plateia, ideia da diretora para o teste final antes dos dois dias de gravação. O DVD tem as mesmas 21 canções do CD. O CD tem como hidden-track a canção "Maria Chiquinha" (que é a 17ª faixa no DVD), primeiro sucesso da dupla, incluída de última hora no show. A turnê do disco teve início em agosto de 2007, sendo finalizada com um show no Credicard Hall, em São Paulo, no dia 18 de dezembro do mesmo ano.

## Recepção da crítica
| Críticas profissionais | Críticas profissionais |
| Avaliações da crítica  | Avaliações da crítica  |
| Fonte                  | Avaliação              |
| ---------------------- | ---------------------- |
| O Globo                | Favorável              |
| G1                     | Mista                  |
| Folha de S.Paulo       | Favorável              |

Escrevendo para o jornal O Globo, Jamari França fez uma crítica positiva ao Acústico MTV da dupla: "Numa produção impecável, os dois atualizam o repertório de 17 anos de carreira discográfica com uma roupagem adulta muito bem tocada e arranjada, mérito de uma grande banda e dos produtores Junior e Paul Ralphes." Ele também elogiou a parte visual do projeto, dizendo que o "cenário não polui o visual" e que Romi Atarashi fez um bom trabalho colocando "os irmãos frente a frente no meio do palco com os músicos em volta", pois "Esta configuração permite tomadas muito bonitas em que ela pega detalhe de um deles em primeiro plano e a imagem do outro em plano americano, alternando o foco." No entanto, França notou alguns defeitos. Ele disse que "A editite é um mal antigo da MTV, parece que a emissora acha que uma imagem não pode ter mais de alguns segundos sob pena do espectador se entediar", acrescentando também que "Outro problema eterno do Acústico é prender os intérpretes a assentos, o que compromete o gestual e deixa Sandy sempre na mesma posição. Junior, pelo menos, tem as variações de tocar violão, batucar nas costas do instrumento e tocar um pequeno kit de percussão." Também em contribuição ao Globo, Antonio Carlos Miguel deu ao álbum três estrelas de um máximo de cinco, chamando sua sonoridade de um "Pop bem azeitado, fiel ao padrão dos acústicos da MTV".
Débora Miranda, do G1, acredita que o repertório foi bem escolhido, mas faltou "inovação" no projeto. Miranda disse que as faixas inéditas "não chamam a atenção" e que são "típicas do repertório da dupla." Ela destacou as releituras de "Quando Você Passa (Turu Turu)" e "Enrosca" como as melhores do Acústico da dupla. O Jornal do Commercio colocou a releitura de "Inesquecível" em sua lista das "10 Performances Memoráveis" do projeto Acústico MTV. Thiago Ney, da Folha de S.Paulo, definiu o Acústico da dupla como "bom" e escreveu: "Livre de maiores aparatos tecnológicos, é o disco em que a dupla aparece mais equilibrada, sem os irritantes excessos cometidos em álbuns anteriores. [...] os arranjos das músicas estão longe da cafonice vista em outros Acústicos." Ney também elogiou a evolução vocal de Sandy e as habilidades de Junior como instrumentista. Também em contribuição à Folha de S. Paulo, Leandro Fortino criticou o repertório da dupla, o descrevendo como "pueril" e "simplista". Em 2020, a revista Rolling Stone Brasil o elegeu como um dos 11 melhores Acústicos MTV brasileiros de todos os tempos.

## Lista de faixas
| Acústico MTV: Sandy & Junior – DVD |                                                          |         |  |
| N.º                                | Título                                                   | Duração |  |
| 1.                                 | "Não Dá pra não Pensar"                                  | 3:35    |  |
| 2.                                 | "Super-Herói (Não É Fácil)"                              | 3:27    |  |
| 3.                                 | "A Lenda"                                                | 3:45    |  |
| 4.                                 | "Nada Vai Me Sufocar"                                    | 3:27    |  |
| 5.                                 | "No Fundo do Coração"                                    | 3:54    |  |
| 6.                                 | "Segue em Frente"                                        | 3:26    |  |
| 7.                                 | "Estranho Jeito de Amar"                                 | 4:21    |  |
| 8.                                 | "Tudo Pra Você"                                          | 4:24    |  |
| 9.                                 | "Abri os Olhos"                                          | 3:37    |  |
| 10.                                | "Ilusão"                                                 | 4:03    |  |
| 11.                                | "Inesquecível"                                           | 4:41    |  |
| 12.                                | "As Quatro Estações" (participação de Marcelo Camelo)    | 5:48    |  |
| 13.                                | "Alguém Como Você"                                       | 2:48    |  |
| 14.                                | "Com Você"                                               | 3:44    |  |
| 15.                                | "Quando Você Passa (Turu Turu)"                          | 4:37    |  |
| 16.                                | "Enrosca" (participação de Ivete Sangalo)                | 3:51    |  |
| 17.                                | "Maria Chiquinha"                                        | 4:29    |  |
| 18.                                | "Você pra Sempre (Inveja)" (participação de Lulu Santos) | 3:55    |  |
| 19.                                | "Love Never Fails"                                       | 6:08    |  |
| 20.                                | "Desperdiçou"                                            | 2:45    |  |
| 21.                                | "Cai a Chuva / Me Diz / Citação: Não Posso Mais"         | 4:48    |  |
| Duração total:                     | Duração total:                                           | 1:29:27 |  |

| Acústico MTV: Sandy & Junior – CD |                                                                                      |         |  |
| N.º                               | Título                                                                               | Duração |  |
| 1.                                | "Não Dá pra não Pensar"                                                              | 3:35    |  |
| 2.                                | "Super-Herói (Não É Fácil)"                                                          | 3:27    |  |
| 3.                                | "A Lenda"                                                                            | 3:45    |  |
| 4.                                | "Nada Vai Me Sufocar"                                                                | 3:27    |  |
| 5.                                | "No Fundo do Coração"                                                                | 3:54    |  |
| 6.                                | "Inesquecível"                                                                       | 4:41    |  |
| 7.                                | "Você pra Sempre (Inveja)" (participação de Lulu Santos)                             | 3:55    |  |
| 8.                                | "Ilusão"                                                                             | 4:03    |  |
| 9.                                | "Enrosca" (participação de Ivete Sangalo)                                            | 3:51    |  |
| 10.                               | "Quando Você Passa (Turu Turu)"                                                      | 4:37    |  |
| 11.                               | "Segue em Frente"                                                                    | 3:26    |  |
| 12.                               | "Abri os Olhos"                                                                      | 3:37    |  |
| 13.                               | "As Quatro Estações" (participação de Marcelo Camelo)                                | 5:48    |  |
| 14.                               | "Desperdiçou"                                                                        | 2:45    |  |
| 15.                               | "Love Never Fails"                                                                   | 6:08    |  |
| 16.                               | "Alguém Como Você"                                                                   | 2:48    |  |
| 17.                               | "Estranho Jeito de Amar"                                                             | 4:21    |  |
| 18.                               | "Tudo Pra Você"                                                                      | 4:24    |  |
| 19.                               | "Com Você"                                                                           | 3:44    |  |
| 20.                               | "Cai a Chuva / Me Diz / Citação: Não Posso Mais / Maria Chiquinha (Faixa Escondida)" | 10:31   |  |
| Duração total:                    | Duração total:                                                                       | 1:17:26 |  |

## Créditos

### Músicos participantes
- Sandy: voz e piano (em Abri os Olhos)
- Junior: voz, violões de 6 e 12 cordas, dobro, Cocktail Drums (em Quando Você Passa) e direção musical
- Erick Escobar: piano de cauda, órgão Hammond, piano Rhodes e Wurlitzer
- Dudinha Lima: baixo e vocais
- Guilherme Fonseca: violões de 6 e 12 cordas, banjo e bandolim
- André Caccia Bava: violões de 6 e 12 cordas, dobro e vocais
- Samuel Fraga: bateria
- Tatiana Parra: percussão e vocais

- Arranjos de base: Paul Ralphes e Junior Lima

### Músicos convidados
- Ricardo Takahashi e Marcos Scheffel: violinos
- Lucas Lima: viola e arranjos de cordas
- Marcelo Martinez: violoncelo

### Participações especiais
- Marcelo Camelo: voz e violão em As Quatro Estações
- Ivete Sangalo: voz em Enrosca
- Lulu Santos: guitarra em Você Pra Sempre (Inveja)

### Pré-masterização de DVD
- Autoração: TeleImage
- Coordenação: Cleber Tumasonis
- Supervisão: Rodrigo Garcia
- Autoradores: Stefano Pashalidis, Ariel Bertelo e Thiago Dell'Orti
- Designers: Flávia Marcato e Alexandre Madugu
- Assistente: André Godoi
- Legendagem: Sintesis Produções Artísticas
- Português: Selene
- Inglês: Ricardo Pessanha
- Espanhol: Susana Pinar

## Desempenho comercial
A primeira tiragem do disco, de 60 mil cópias, foi esgotada antes de uma semana do lançamento, através da pré-venda feita pelas lojas, garantindo à dupla o disco de ouro. Após a separação dos irmãos, foi posteriormente certificado pela Pro-Música Brasil (PMB) como duplo de platina pela venda de mais de 50 mil cópias do DVD e platina pelas 100 mil cópias do CD. O CD foi o segundo mais comprado de 2007 e o 20.º de 2008. Já o DVD foi o sétimo mais adquirido em 2007 e, na época, acumulava 71 mil cópias comercializadas. A revista Billboard publicou uma nota dizendo que o projeto atingiu a primeira posição entre os discos mais vendidos no Brasil, em 15 de setembro de 2007.